# محمد حلمي (ممثل)
محمد حلمي (15 فيفري 1931 - 05 يناير 2022) كان كاتبا، ممثلا ومخرجا جزائريا أعماله الفنية تتراوح ما بين الفكاهي والدرامي، ولد في بلدية أزفون بولاية تيزي وزو بالجزائر واسمه الحقيقي أميزيان الإبراهيمي.

## سيرة
قدم محمد حلمي أول عرض له وهو في سن العاشرة، بعنوان «فرّق من أجل الضحك» (بالفرنسية: Diviser pour rire)‏ بطولة حسن الحسني في دور نعامة. وهو في الثالثة عشرة من عمره، انتقل للاستقرار في الجزائر العاصمة للتداوي حيث يُقيم طبيبه المعالج إذ كان يعاني من مرض التهاب العظام ثم اشتغل في شركة للتأمين، وتابع دراسته بالمراسلة لمدة ثلاث سنوات.
التحق سنة 1948 بفرقة أوبيرا الجزائر التي كان يقودها آنذاك محيي الدين بشطارزي وحصل على دور صغير في مسرحية ولد الليل. لم يمثل إلا في أدوار ثانوية مع المخرج محيي الدين بشطارزي ولهذا السبب انضم عام 1949 إلى رضا فلاكي في الإذاعة.
عام 1950 كتب أول مسرحية إذاعية للقناة بالقبائلية آنذاك التي قدمها مع الشيخ نور الدين وآبر إسكر، سنة 1952 ألّف أول مسرحية له بعنوان «أغو جيل» (اليتيم)، سنة 1959 كتب سيناريو أول فيلم طويل له يحمل عنوان «مغامرات موحوش» مَثّل الأدوار الرئيسية في الفيلم كل من رويشد وعلي عبدون وحسن الحسني.
عاد إلى المسرح بعد استقلال الجزائر في 1962، وألف العديد من المشاهد القصيرة المعروفة بالسكاتش في الجزائر والتي استخدم فيها فن غنائي مميز يتمثل في مقطوعات من أغاني خفيفة ذات طابع ترفيهي هادف،
عمل منشطًا في حصة القرداش التي بثت على مدار 10 سنوات في الإذاعة الجزائرية 2 وهي محطة إذاعية جزائرية تبث باللغة الأمازيغية. وكان له أن أخرج أكثر من 300 نص مسرحي إذاعي كلها بثت في القنوات الإذاعية الأولى والثانية الجزائرية.
كما انطلق في تحقيق الأفلام التلفزيونية، والأفلام القصيرة والمتوسطة منها «شكون يسباق»، «الغموق»، «الشيت»، «متفاهمين»، «الإستحقاق» وبالخصوص «ما بعد النفط» سنة (1986) وصل مجموع عددها 17 فيلما.
في عام 1993 أخرج فيلمه الأول «الولف صعيب»، وبث نيابة عن مؤلف فيلم كوميديا ساخرة بعنوان Démocra-cirque ou le cri du silence . Parcours miraculeux : سيرة ذاتية وحاضر الماضي.
توفي محمد حلمي في 5 يناير 2022 وسنه 90 سنة بعد معاناة مع أحد الأمراض المزمنة ودفن في مقبرة سيدي محمد، أرسل الرئيس الجزائري عبد المجيد تبون رسالة تعزية لعائلته.
محمد حلمي هو الأخ الأكبر للممثل سعيد حلمي المشهور بلكنته القبائلية الذي توفي 5 أشهر من قبل في أوت 2021 متأثرا بكورونا.

## فيلموغرافيا
ممثلًا
- «ديك اللعبة»
- و«عيش بـ12»
- «الولف صعيب»
- «هي وهو»
- 1993 : مسرحية فكاهية: الولف صعيب[15]

مخرجًا
- شكون يسباق
- أدي ولا خلي
- خطاف العرايس
- علي في بلاد السراب
- الغموق
- الشيتا
- متفاهمين
- الاستهلاك

مؤلفًا
- De la flute du berger aux planches sacrees, 1996:t.p. (Mohamed Hilmi) p. 19
- carrefour du destin mémoires 1952-1962
- Démocracirque ou Le cri du silence comédie satirique
- Le carrefour du destin mémoires
- Louakthagui
- Mémoires
- Naäouak chant kabyle
- Nek Dhechatere

## انظر كذلك

### فهرس
- من مزمار الراعي إلى الألواح المقدسة